# Ávila (grad)
Ávila de los Caballeros, Ávila del Rey ili jednostavno Ávila (latinski: Abila i Óbila) je grad u istoimenoj španjolskoj provinciji Ávili, pokrajina Kastilja i León. Stari dio Ávile nalazi se na UNESCOvom popisu svjetske baštine.

## Zemljopisni smještaj
Grad se nalazi na 1,182 m iznad morske razine i najviše je središte provincije u Španjolskoj. Izgrađen je ravnom vrhu stjenovitog brda koje se uzdiže iznad ogoljenog krajolika. Krajolik je rezultat ekstremne klime dugih i teških zima i kratkih ljeta. 

## Povijest
U rimsko doba (5. st. prije Krista) ovo područje je bilo naseljeno Vetoncima, koji su grad, jednu od svojih najjačih utvrda, nazvali Obila ("Visoka planina"). Ávila je možda i drevni grad poznat kao Abula, kojeg spominje Ptolomej u svojoj Geografiji (II. 6., 60) kao grad u iberijskoj regiji Bastetaniji. Abula se spominje kao jedan od prvih gradova u Hispaniji koja je bila pokrštena, i to zahvaljujući sv. Sekundu (San Segundo). No, Abula je možda južniji španjolski grad Abla. 
Nakon osvajanja, Rimljani su je prozvali Abili i Abela. Nakon pada Zapadnog Rimskog Carstva, Ávila je bio uporište Vizigota. U 10. st. osvojili su je Arapi koji je zovu Abili (آبلة). Tijekom konstantnih napada sjevernoiberijskih kršćanskih kraljevstava grad je ostao praktički nenaseljen. Ponovno je naseljen u 11. stoljeću nakon što je definitivno završeno kršćansko osvajanje ovih prostora za vrijeme Rajmunda Burgundskog.
Grad je doživio razdoblje prosperiteta pod katoličkim kraljevima početkom 16. stoljeća, i njihovim nasljednicima, Karlu V. i Filipu II., ali opet propada početkom 18. stoljeća, kada se populacija smanjila na samo 4.000 stanovnika.

## Znamenitosti
Stare zidine grada, koje dominiraju njegovom panoramom, sagrađene su od smeđeg granita oko 1090. god. Zidine sadrže osamdeset i osam kula i devet ulaza i još se nalaze u odličnom stanju. 
U gradu se nalazi i gotička katedrala koja svojim utvrdbenim zidovima i dva masivna tornja više podsjeća na tvrđavu. Iako je prema predaji sagrađena 1107. god., vjerojatno je sagrađena u 13. ili 14. stoljeću. U njoj se nalaze mnoge zanimljive skulpture i slike, te iznimno vrijedan srebrni pyxis iz 1571. god. (Juán de Arfe).
Uz katedralu i maurski dvorac, grad sadrži još mnoštvo zanimljivih povjesnih i kulturnih građevina kao što su romaničke crkve iz 12. st. (San Vicente, San Pedro) i renesansna Don Diego del Águila iz 16. st. Romanička crkva sv. Petra (Iglesia de San Pedro) je započeta oko 1100. godine, gotovo u isto vrijeme kada i San Vicente izvan zidina. Njen najznamenitiji detalj je raskošna cistercijska rozeta na pročelju. Iznutra je trobrodna i tro-apsidalna, dok joj izvana dominira veliki kvadratični toranj iz istog razdoblja. 
U gotičkom samostanu sv. Tome (Santo Tomás), koji je dala izgraditi kraljica Izabela I. Kastiljska 1482. god., nalazi se iznimno vrijedan nadgrobni spomenik kraljevića Ivana, jedinog njenog sina s kraljem Ferdinandom II., rad firentinskog kipara Domenica Fancellija.
U samostanu bosonogih karmelićanki (La Encarnación) iz 1515. godine, živjela je sveta Terezija Avilska. U samostanu koji je osnovala sv. Terezija Avilska (San Jose) sada je bivša hrvatska glumica Edita Majić, koja ima redovničko ime Edita Marija od Križa. U samostanu su još i dvije Splićanke Mihaela od Raspete Ljubavi i Gabriela od Svetoga Lica.
Pored povijesnog središta grada, UNESCO-ovu svjetsku baštinu predstavljaju i crkve izvan gradskih zidina (Extra-Muros) kao što su:
- Bazilika sv. Vincenta (Basílica de San Vicente) potječe iz 11. stoljeća i pored sv. Vincenta posvećena je njegovim sestrama Cristeti i Sabini. Započeta u romaničkom stilu, dovršena je tek dvjesto godina kasnije s gotičkim odlikama. Maestro Fruchel je ulestvovao u njezinoj izgradnji. Unutrašnjost ima oštre lukove na romaničkim osnovama. Kripta je posvećena Gospi od Soterraña.
- Pustinja sv. Segunda (Ermita de San Segundo) je romanička crkva iz 12. stoljeća čiji je najznamenitije pročelje južnog portala s arhivoltama i kapitalima ispunjenima životinjskim i biljnim motivima. Unutra je iznimno dobro sačuvan kip sv. Segunda kojega je od alabastera izradio Juan de Juni.
- Crkva sv. Andrije (Iglesia de San Andrés) je iz 11. stoljeća i ima jednostavni trobrodni plan. Središnja apsida se nastavlja izvan zidina i ukrašena je s motivima šahovnice. Iznutra je skromno ukrašena, ali glavna kapela posjeduje povijesne kapitele.
- Crkva sv. Ivana Krstitelja (Iglesia de San Juan Bautista) je romanička crkva koja je opsežno obnovljena u 16. stoljeću, i to u gotičkom stilu. Svetište i kapele u transeptu su izgrađene u renesansnom pleterskom stilu Juana Herrera. Krstionica na oltaru je kopija one u kojoj je krštena sv. Tereza Avilska.

- Avilske zidine
- Alcazarska vrata
- Toranj Guzmanes
- Katedrala u Avili
- Crkva sv. Vincenta
- Samostan sv. Tereze
- Palača kraljevskog samostana sv. Tome
- Grobnica kraljevića Ivana u samostanu sv. Tome
- Trg sv. Tereze s crkvom sv. Petra
- Gospin samostan karmelićanki

## Slavni stanovnici
- Sveta Tereza Avilska
- Izabela I. Kastiljska, Aragonska kraljica
- Ivan od Križa, katolički svetac
- Adolfo Suárez, španjolski premijer

## Gradovi prijatelji
- Rueil-Malmaison, Francuska
- Teramo, Italija
- Vilanuèva d'Olt, Francuska

## Vanjske poveznice
- Turistički vodič Avile